# Isaac Thomas
Isaac Thomas (* 4. November 1784 in Sevierville, Sevier County, Tennessee; † 2. Februar 1859 in Alexandria, Louisiana) war ein US-amerikanischer Politiker. Zwischen 1815 und 1817 vertrat er den Bundesstaat Tennessee im US-Repräsentantenhaus.

## Werdegang
Nach dem Tod seiner Eltern zog Isaac Thomas im Jahr 1800 nach Winchester. Er brachte sich das nötige Schulwissen selbst bei. Nach einem anschließenden Jurastudium und seiner im Jahr 1808 erfolgten Zulassung als Rechtsanwalt begann er in Winchester in seinem neuen Beruf zu arbeiten. Politisch war Thomas Mitglied der Demokratisch-Republikanischen Partei. Bei den Kongresswahlen des Jahres 1814 wurde er im fünften Wahlbezirk von Tennessee in das US-Repräsentantenhaus in Washington, D.C. gewählt, wo er am 4. März 1815 die Nachfolge von Thomas K. Harris antrat. Bis zum 3. März 1817 konnte er eine Legislaturperiode im Kongress absolvieren.
Im Jahr 1819 zog Thomas nach Alexandria in Louisiana, wo er als Anwalt arbeitete. Dort wurde er einer der größten Landbesitzer und Sklavenhalter. Thomas führte den Zuckerrohranbau in seiner neuen Heimat ein; außerdem wurde er im Handel tätig. Überdies betrieb er auch Sägemühlen und Dampfschiffe. Thomas war zudem Brigadegeneral der Staatsmiliz von Louisiana. Zwischen 1823 und 1827 saß er im Senat von Louisiana. Im Jahr 1849 zog er für einige Zeit nach Kalifornien. Später kehrte er nach Alexandria zurück, wo er am 2. Februar 1859 starb.